# قرصنة اليوغا
قرصنة اليوغا وجدت هذه الممارسة بالمطالبة حقوق التأليف والنشر على أوضاع وتقنيات اليوغا في الاطروحات القديمة لسكان الاصلين في الهند. يركز الجدال المستمر على أولئك الذين يستفيدون عن طريق إنشاء أنظمة مملوكة قانونيًا لليوغا في بلدان غير الهند باستخدام معلومات التي شعر بها الهنود عمومًا أنها ضمن المجال العام إن لم تكن معارف تقليديه مملوكة. غالبًا ما تركز حالات قرصنة اليوغا على مدربين اللياقة البدنية من أصل غير هندي، يدٌعون حقوق التأليف والنشر على آسانا (وضعية يوغا), وتقنيات براناياما وتسلسلاتها وطب الايورفيدا  في بلدانهم الاصلية. وابرز مثال على ذلك هو حالة مطالبات حقوق الطبع والنشر ل بيكرام يوغا في الولايات المتحدة حيث أصبحت  صناعة دولية مربحة. تصل بعض تقديرات صناعة  اللياقة البدنية لليوغا في الولايات المتحدة إلى 3 مليارات سنويًا.ردًا على ذلك شرعت الحكومة الهندية في توثيق 1500 من آسانا اليوغا أو وضعياتها، من مؤلفات سوتر يوغا القديمة للمؤلف ياتنجالي إلى الوقت الحاضر وتم تخزينها في مكتبة المعارف التقليدية الرقميه لكي تتاح لمكاتب براءة الاختراع في جميع أنحاء العالم. واعتبارًا من عام 2005 تم جمع وإنتاج ثلث صفحات قاعدة البيانات المقدرة ب 30 مليون صفحة من قِبل وزارة التجارة الهندية، وتشارك خمسة عشر مدرسة من ابرز المدارس اليوغا في الهند بما في ذلك معهد ينجار وكيفلودهم بإدارة نيتين أونكولي.